# Suchy Las (Poznań)
Pour les articles homonymes, voir Suchy Las.
Suchy Las (prononciation : [ˈsuxɨ ˈlas]) est un village de Pologne, situé dans la voïvodie de Grande-Pologne. Elle est le chef-lieu de la gmina de Suchy Las, dans le powiat de Poznań.
Il se situe à 9 kilomètres au nord du centre de Poznań (siège du powiat et capitale régionale).
Le village possède une population de 6 441 habitants en 2014.

## Histoire
De 1975 à 1998, Suchy Las faisait partie du territoire de la voïvodie de Poznań.

Depuis 1999, le village fait partie du territoire de la voïvodie de Grande-Pologne.

## Voies de communications
Suchy Las est desservie par la sortie  37 Poznań Północ de la voie rapide S11 (périphérique ouest de Poznań).